# Estadio Fausto Flores Lagos
El Estadio Fausto Flores Lagos es un estadio multipropósito ubicado en la ciudad de Choluteca en Honduras. Actualmente es usado principalmente para el fútbol. El estadio tiene una capacidad para 5.500 espectadores.

## Equipos
El Estadio Fausto Flores Lagos ha sido utilizado por varios clubes de la Primera División de Honduras y de la Liga de Ascenso de Honduras, entre ellos: El Club Deportivo Broncos, el Club Deportivo Necaxa, el Club Deportivo Motagua como cancha alterna y más recientemente por el Municipal Valencia.

## Información del Estadio
- Nombre: Estadio Municipal Fausto Flores Lagos.
- Ubicación: Choluteca, Honduras.
- Inauguración: 1980.
- Capacidad: 5.500 espectadores.
- Superficie: Césped Natural.
- Dimensiones: 105x75 m.
- Propietario: Municipalidad de Choluteca.
- Equipo Local: CD Broncos